# Сегебија (Комо)
Сегебија је насеље у Италији у округу Комо, региону Ломбардија.
Према процени из 2011. у насељу је живело 80 становника. Насеље се налази на надморској висини од 1133 м.